# Узаконенное сожительство в Бельгии

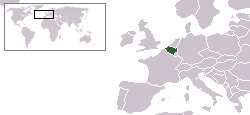
Бельгия на карте Европы

Узаконенное сожительство (фр. cohabitation légale, нидерл. wettelijke samenwoning, нем. gesetzliches Zusammenwohnen) в Бельгии — договор между двумя совершеннолетними лицами, предоставляющий им возможность официально узаконить своё совместное проживание и некоторым образом урегулировать возникающие при этом финансовые вопросы. Закон об узаконненом сожительстве был принят в Бельгии 23 ноября 1998 года и вступил в силу в 2000 году.

## Условия
Договор об узаконенном сожительстве, в соответствии со статьями 1475—1479 Гражданского кодекса Бельгии, могут заключить любые два совершеннолетних человека любого пола, не состоящие в браке или в другом узаконенном сожительстве, и признанные способными к заключению договоров. Узаконенное сожительство образуется автоматически после подписания соответствующего договора. Важно отметить, что подобные партнёрства могут быть заключены между любыми совместно проживающими лицами, не состоящими в браке, в том числе и между близкими родственниками, то есть, из факта заключения подобного партнёрства нельзя сделать вывод о характере отношений между заключающими его лицами.
Договор об узаконенном сожительстве автоматически расторгается в случае смерти или вступления в брак одного из партнёров, заключивших договор (статья 1476 ГК Бельгии). Договор также может быть немедленно расторгнут при обоюдном желании партнёров. Расторжение договора возможно и при одностороннем желании одного из партнёров: в этом случае в соответствующие органы подаётся письменное заявление, после чего договор автоматически расторгается через три месяца.
Заключённый союз даёт партнёрам некоторую защиту при совместном съёме жилья и ведении совместного хозяйства, а также решает некоторые другие финансовые вопросы. Партнёры, проживающие в таком «узаконенном сожительстве» не имеют совместного имущества как у супругов. Однако с мая 2007 года законодатель частично защитил права партнёров в случае смерти одного из них, наделив оставшихся партнёров правом на наследование имущества умершего, однако ограничив это имущество лишь совместной жилплощадью и находящимися на ней предметами. Однако при наличии завещания оно будет иметь более весомое значение при определении наследников.

## Статистика
Ниже приведена официальная статистика заключения и расторжения договоров узаконенного сожительства за 2000—2014 годы. Нечётные числа связаны с тем, что для некоторых сожителей прекращение законного сожительства не регистрируется при смене адреса.
| Статистика по годам                                            | 2000  | 2001   | 2002  | 2003   | 2004   | 2005   | 2006   | 2007   | 2008   | 2009   | 2010   | 2011   | 2012   | 2013   | 2014   |
| -------------------------------------------------------------- | ----- | ------ | ----- | ------ | ------ | ------ | ------ | ------ | ------ | ------ | ------ | ------ | ------ | ------ | ------ |
| Число лиц (суммарно), заключивших договор                      | 5.144 | 21.427 | 8.958 | 11.263 | 18.729 | 30.961 | 34.605 | 49.515 | 64.021 | 67.561 | 72.191 | 78.392 | 78.034 | 79.323 | 78.271 |
| Число лиц (суммарно), расторгнувших договор                    | 220   | 1.585  | 3.922 | 4.196  | 4.763  | 6.388  | 9.449  | 12.040 | 16.370 | 20.308 | 25.660 | 30.232 | 34.079 | 35.999 | 38.810 |
| Число лиц, заключивших договор с лицом противоположного пола   | 4.397 | 20.380 | 8.239 | 10.470 | 17.802 | 29.811 | 33.366 | 47.790 | 61.900 | 65.406 | 69.946 | 75.954 | 75.560 | 76.603 | 75.745 |
| Число лиц, расторгнувших договор с лицом противоположного пола | 192   | 1.529  | 3.802 | 3.648  | 4.340  | 5.956  | 8.927  | 11.493 | 15.625 | 19.487 | 24.632 | 29.111 | 32.929 | 34.627 | 37.455 |
| Число лиц, заключивших договор с лицом своего пола             | 747   | 1.047  | 719   | 793    | 927    | 1.150  | 1.239  | 1.725  | 2.121  | 2.155  | 2.245  | 2.438  | 2.474  | 2.720  | 2.526  |
| Число лиц, расторгнувших договор с лицом своего пола           | 28    | 56     | 120   | 548    | 423    | 432    | 522    | 547    | 745    | 821    | 1.028  | 1.121  | 1.150  | 1.372  | 1.355  |

В 2017 году было заключено 39038 договоров о сожительстве. Подавляющее большинство (96,6%) договоров было заключено между лицами противоположного пола. В том же году было расторгнуто 24764 договоров. В более чем половине случаев (55%) причиной расторжения является вступление в брак.